# Paolo Landriani
Paolo Landriani (Milano, 1757 – Milano, 25 gennaio 1839) è stato un pittore, scenografo e architetto italiano. Pittore scenografico neoclassico, fu considerato da Giulio Ferrario «quasi il fondatore della più celebre scuola di scenica prospettiva». Dal Landriani discendono gli scenografi Giovanni Perego (1776-1817) e Alessandro Sanquirico (1777-1849).

## Biografia
Landriani compì gli studi artistici presso l'Accademia di belle arti di Brera con gli architetti Giuseppe Piermarini e il ticinese Giocondo Albertolli. Allievo poi dello scenografo veneto Pietro Gonzaga, nella stagione autunnale del 1792 lo sostituisce sul palcoscenico del Teatro alla Scala firmando le scenografie di quattro balletti del francese Antoine Pitrot.  Curerà gli allestimenti del teatro milanese fino al 1817. Negli anni napoleonici è impegnato nella progettazione di apparati festivi, è membro del Consiglio Accademico di Brera (dal 1801) e della Commissione di Pubblico Ornato, incarico che mantiene sino al 1835 sovrintendendo ai progetti per il circondario di Porta Orientale. Con la Restaurazione, lasciata la pratica scenografica, si dedica prevalentemente all'attività pubblicistica, collaborando al periodico Biblioteca Italiana, dove prende posizione contro il rigorismo classicista dell'architetto milanese Carlo Amati e promuove testi a stampa sui temi dell'architettura teatrale e della prospettiva. Tra le sue opere ricordiamo Osservazioni sui difetti prodotti nei teatri dalla cattiva costruzione del palcoscenico (Milano, 1815) - cui faranno seguito l'Aggiunta alle Osservazioni (Milano, 1818), una Appendice (Milano, 1824) e una Appendice seconda (Milano, 1828), la Storia e descrizione dei teatri antichi e moderni (Milano, 1830), che costituisce una riedizione critica del volume di Pierre Patte, e il manuale per studenti di architettura Del modo di tracciare i contorni delle ombre prodotte dai corpi illuminati dal sole (Milano, 1831). Limitata è invece la sua attività architettonica che conta il disegno di alcuni monumenti funebri negli anni 1817-1819 (edicole Angiolini e Bellati al cimitero di Porta Romana) e un progetto di Teatro Diurno per la città di Milano (1825-1831) che non venne realizzato.

## Pubblicazioni
- Osservazioni sui difetti prodotti nei teatri dalla cattiva costruzione del palco scenico..., Con appendice seconda, Milano, Pietro e Giuseppe Vallardi, 1824.
- Del modo di tracciare i contorni delle ombre prodotte dai corpi illuminati dal sole, Milano, Pietro e Giuseppe Vallardi, 1831.
- La rastremazione delle colonne secondo Vitruvio che si prova desunta dalla prospettiva, Milano, Pietro e Giuseppe Vallardi, 1833.
- Del Teatro Diurno e della sua costruzione, Milano, Pietro e Giuseppe Vallardi, 1836.